# Joachim Müncheberg
Joachim Müncheberg (Friedrichsdorf, 18 de dezembro de 1918 — Maknassy, 23 de março de 1943) foi um piloto alemão durante a Segunda Guerra Mundial tendo atingido um total de 135 vitórias aéreas em pouco mais de 500 missões de combate. Destas, 102 vitórias foram na Frente Ocidental e 33 na Frente Oriental. Ele abateu pelo menos 46 caças Spitfire.
Nascido em Friedrichsdorf, Prússia (agora na Polônia), Müncheberg ofereceu-se como voluntário para o serviço militar na Wehrmacht da Alemanha Nazista em 1936. Inicialmente servindo no Exército, ele foi transferido para a Luftwaffe (força aérea) em 1938. Após o treinamento de voo, ele foi destacado para a Jagdgeschwader 234 (JG 234) em outubro de 1938. Ele foi transferido para a Jagdgeschwader 26 "Schlageter" (JG 26) um ano depois e foi nomeado ajudante do III. Gruppe (3.º grupo). Ele lutou na Batalha da França e recebeu a Cruz de Cavaleiro da Cruz de Ferro após sua 20.ª vitória aérea durante a Batalha da Grã-Bretanha. Servindo como Staffelkapitän (líder do esquadrão), ele lutou nas batalhas aéreas durante o Cerco de Malta e a invasão da Iugoslávia. Ele recebeu a Cruz de Cavaleiro da Cruz de Ferro com Folhas de Carvalho e a Medalha de Ouro Italiana de Valor Militar após 43 vitórias aéreas.
Müncheberg então serviu brevemente no Norte da África apoiando o Afrika Korps antes de ser transferido para a França. Ele recebeu o comando do II. Gruppe (2.º grupo) do JG 26 em setembro de 1941 e foi então destacado para a Jagdgeschwader 51 (JG 51), na Frente Oriental, em julho de 1942. Servindo como Geschwaderkommodore (comandante de ala) em treinamento sob o comandante da ala do JG 51 Karl-Gottfried Nordmann, ele conquistou sua 100.ª vitória aérea em 5 de setembro de 1942, pela qual foi condecorado com a Cruz de Cavaleiro da Cruz de Ferro com Folhas de Carvalho e Espadas em 9 de setembro de 1942, seu placar então com 103 vitórias aéreas. Em 1 de outubro de 1942, Müncheberg recebeu o comando da Jagdgeschwader 77 (JG 77), operando na Frente do Mediterrâneo. Ele morreu de ferimentos após uma colisão no ar durante um combate perto de Meknassy, Tunísia, em 23 de março de 1943.

## Juventude e início de carreira
Joachim "Jochen" Müncheberg nasceu em 31 de dezembro de 1918 em Friedrichsdorf, perto de Dramburg, na Província da Pomerânia, na época uma província do Estado Livre da Prússia. Hoje é Darskowo, no distrito administrativo de Złocieniec, no Condado de Drawsko, Polônia. Ele era o segundo filho de Paul Müncheberg, um fazendeiro, e de sua esposa Erika, nascida Ulrich. Sua irmã Eva-Brigitte era um ano e meio mais velha. Seu pai serviu como oficial de cavalaria da reserva durante a Primeira Guerra Mundial. A hiperinflação na República de Weimar forçou seu pai a vender sua fazenda Friedrichshof em 1923; eles se reinstalaram em Königsberg, onde Müncheberg começou sua escola primária (Grundschule). Seu pai conseguiu recomprar sua antiga fazenda em 1927 e a família voltou para Friedrichshof. Müncheberg completou sua escola primária em Falkenburg, Pomerânia. Ele caminhou ou andou em uma carroça puxada por cavalos 24 quilômetros (15 mi) em cada sentido para a escola. Em 1928 transferiu-se para o Realgymnasium (um tipo de escola secundária) em Dramburg e formou-se com seu Abitur (diploma) em 1936.

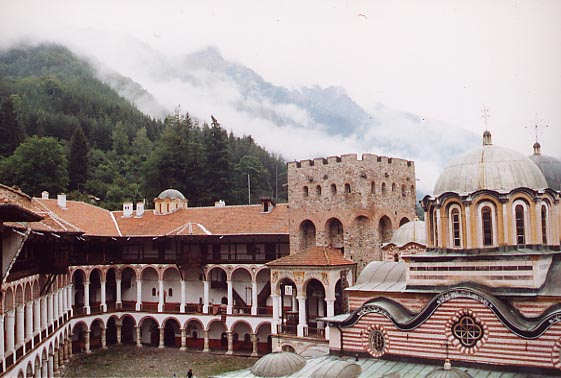
Mosteiro de Rila

Müncheberg, que era talentoso em esportes e atletismo, jogou futebol na equipe juvenil da T.V. Falkenburg no início da década de 1930. Freqüentou a escola de esportes Sturmabteilung em Hammerstein por algumas semanas em 1934 e em 1935 passou as férias de verão na Bulgária, onde, entre outros lugares, ficou no Mosteiro de Rila. No início de 1936, ele frequentou um curso de Nacional-Socialismo em Lauenburg, Pomerânia. Ele completou seu serviço de trabalho obrigatório (Reichsarbeitsdienst) em outubro de 1936 com Abteilung (departmento) 5/50 em Lüttmannshagen, distrito de Cammin. Como atleta, destacou-se especialmente no decatlo; quase diariamente ele praticava as dez disciplinas diferentes. Aos 17 anos, ele participou de um acampamento de verão realizado em conjunto com os Jogos Olímpicos de Verão de 1936 em Berlim.
Seu interesse em voar foi despertado por seu primo Hermann Hackbusch, piloto na Primeira Guerra Mundial, que costumava levar Müncheberg ao campo de aviação Berlim-Staaken para voos turísticos. Müncheberg ofereceu-se para servir na então emergente Luftwaffe e iniciou seu treinamento de recruta em 4 de dezembro de 1936 no Exército da Wehrmacht. Müncheberg passou suas férias de inverno de 1936–37 em Altenberg, nos Montes Metalíferos. Ele então participou do III. Lehrgang (3.º curso de formação) na 4. Schülerkompanie (4.ª companhia de estudantes) na Luftkriegsschule 1 (1.ª escola de guerra aérea) em Dresden como Fahnenjunker de 1 de abril a 30 de junho de 1937. Um ano depois, ele completou seu treinamento de voo lá e foi promovido a Fähnrich em 16 de dezembro de 1937. Ele foi transferido para a Luftwaffe em 1938 e frequentou a Jagdfliegerschule (escola de pilotos de caça) em Werneuchen, sob o comando do Oberst (coronel) Theodor Osterkamp. Ele foi então enviado para o I. Gruppe (1.º grupo) da Jagdgeschwader 234 (JG 234) estacionado em Colônia em 23 de setembro de 1938. Ele foi promovido a Leutnant (segundo-tenente) em 8 de novembro de 1938.
Enquanto trabalhava em Colônia, Müncheberg treinou para o decatlo no ASV Köln (clube esportivo em Colônia) durante seu tempo livre e competiu em vários eventos de atletismo nacionais e internacionais. Ele até construiu um campo de treinamento na propriedade da família em Friedrichshof, na Pomerânia, e na época tinha grandes ambições de competir nos Jogos Olímpicos de Verão de 1940. Seus oficiais comandantes o apoiaram em sua visão atlética e deram-lhe mais tempo livre para praticar para as Olimpíadas. Müncheberg possuía um dachshund, criado por sua mãe, chamado Seppl. O cão o acompanhou desde o início da Segunda Guerra Mundial até sua morte em 23 de março de 1943
Na época do destacamento de Müncheberg para o JG 234, o Geschwader era comandado pelo Oberst Eduard von Schleich e o I. Gruppe era chefiado pelo Major Gotthard Handrick. Inicialmente equipado com a série D do Messerschmitt Bf 109, o Gruppe foi baseado em Köln-Ostheim e foi renomeado em 1 de novembro de 1938 para o I. Gruppe da Jagdgeschwader 132. Em dezembro, o Gruppe foi equipado com o Bf 109 E-3. Em 1 de maio de 1939, a unidade foi novamente designada e tornou-se I. Gruppe da Jagdgeschwader 26 "Schlageter" (JG 26), em homenagem a Albert Leo Schlageter. Müncheberg foi transferido para o 11. Staffel da Lehrgeschwader 2 (11./LG 2) em meados de 1939. Este esquadrão foi formado em 1 de agosto de 1939 e experimentou técnicas de combate noturno. Apenas pilotos com excelentes habilidades de voo, especialmente voo visual, foram escolhidos.

## Segunda Guerra Mundial
A Segunda Guerra Mundial na Europa começou na sexta-feira, 1º de setembro de 1939, quando as forças alemãs invadiram a Polônia. O 11.(Nacht)/LG 2 foi redesignado para 10.(Nachtjagd) Staffel do JG 26, que era liderado pelo Oberleutnant (primeiro-tenente) Johannes Steinhoff. O III. Gruppe foi formado em 23 de setembro de 1939 em Werl e Müncheberg foi nomeado seu ajudante. O III. Gruppe mudou-se para Essen-Mülheim no início de novembro de 1939 durante o período da Guerra de Mentira period (outubro de 1939 – abril de 1940). Deste campo de aviação, ele conquistou sua primeira vitória em 7 de novembro de 1939, um bombardeiro Bristol Blenheim Mk. I L1325 do Esquadrão N.º 57 da Força Aérea Real (RAF), pilotado pelo Piloto Oficial H.R. Bewlay. Essa conquista lhe rendeu a Cruz de Ferro de 2.ª classe (Eisernes Kreuz zweiter Klasse) em 9 de novembro de 1939.

### Batalha da França
A Batalha da França, a invasão alemã da França e dos Países Baixos, começou em 10 de maio de 1940. O II. e o III. Gruppe voou em missões de apoio aéreo aproximado em apoio aos pousos aerotransportados alemães dos Fallschirmjäger (paraquedistas) nos Países Baixos. Müncheberg reivindicou sua segunda vitória em 11 de maio de 1940, quando abateu um Curtiss P-36 Hawk da Armée de l'Air (força aérea francesa) a noroeste de Antuérpia. Em 13 de maio de 1940, o III. Gruppe foi transferido para München Gladbach, atual Mönchengladbach, mais perto da fronteira com a Holanda e a Bélgica.
Em 14 de maio, o JG 26 escoltou bombardeiros do III. Gruppe da Lehrgeschwader 1 (LG 1). No caminho, os bombardeiros foram atacados por caças do Esquadrão N.º 504. Quatro deles foram abatidos, um deles por Müncheberg. As reivindicações são confirmadas por registros britânicos. Dois pilotos ficaram feridos, mas o líder do esquadrão Parnall foi morto. Em 15 de maio, Müncheberg reivindicou um Hurricane sobre Overijse, perto de Brussels, enquanto o Gruppe apoiava as forças alemãs na Batalha da Bélgica. O Sargento Jim Williams, Esquadrão N.º 3 era seu oponente. Williams morreu quando o L1645 caiu perto de Overijse. Após a rendição dos Países Baixos em 17 de maio de 1940, o III. Gruppe mudou-se para Peer na Bélgica e mudou-se novamente a 19 de maio, desta vez para Beauvechain, perto de Bruxelas.

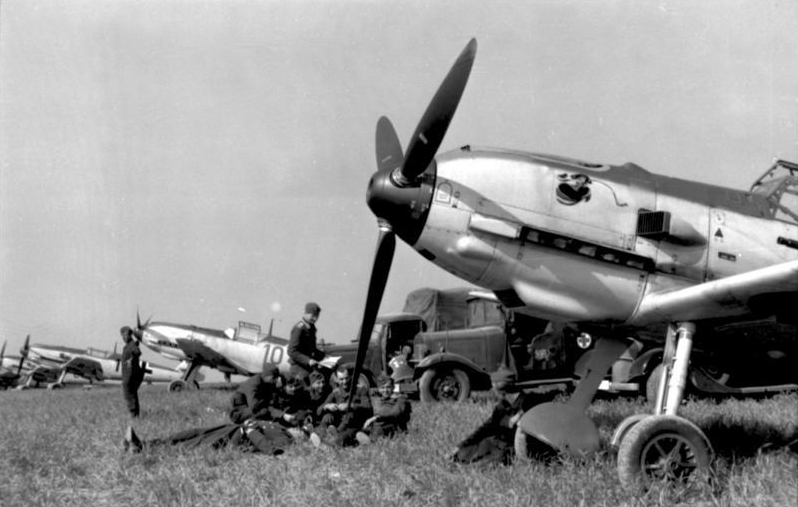
Bf 109 Es, semelhantes aos voados por Müncheberg sobre a França e a Bélgica.

Operando da Base Aérea de Chièvres a partir de 27 de maio de 1940, Müncheberg conquistou sua quinta vitória aérea sobre um Supermarine Spitfire em 29 de maio de 1940. Essa conquista lhe rendeu a Cruz de Ferro de 1.ª classe (Eisernes Kreuz erster Klasse). Na época, o III. Gruppe estava fornecendo escolta de caça para os bombardeiros de mergulho Junkers Ju 87 "Stuka" e os caças pesados Messerschmitt Bf 110 operando contra a cabeça de praia mantida pela Força Expedicionária Britânica (BEF) na Batalha de Dunquerque. O Comando de Caça registrou a perda de 10 caças para Bf 109s em 29 de maio. Em 31 de maio, Müncheberg reivindicou quatro Spitfires sem precedentes sobre Dunquerque, quando a evacuação e a batalha do porto atingiram o clímax. A última reclamação do dia foi feita contra o Esquadrão N.º 609. O Esquadrão N.º 609 relatou dois pilotos mortos e um ferido, embora um dos pilotos mortos foi morto em ação com bombardeiros Heinkel He 111 de acordo com fontes britânicas.
Em 4 de junho de 1940, o III. Gruppe mudou-se para La Capelle, perto de Boulogne. A segunda e decisiva fase, Fall Rot (Caso Vermelho), da Batalha da França começou em 5 de junho. O Major Adolf Galland foi nomeado Gruppenkommandeur (comandante do grupo) do III. Gruppe em 6 de junho e Müncheberg tornou-se o seu primeiro ajudante. O Gruppe foi novamente realocado em 13 de junho, desta vez para Les Thilliers-en-Vexin e em 17 de junho para Villacoublay, perto de Paris. Müncheberg realizou missões de apoio terrestre contra as forças francesas em retirada na época. A França rendeu-se em 22 de junho de 1940 e o III. Gruppe do JG 26 "Schlageter" voltou para München Gladbach na Alemanha. No total, Müncheberg reivindicou oito aeronaves aliadas abatidas durante a invasão da França, incluindo quatro em 31 de maio de 1940, elevando seu total para nove. O Gruppe então se mudou para Döberitz em 1 de julho para fornecer proteção aos caças em Berlim. O tempo também foi usado para reparar e atualizar os Bf 109 E-3s para Bf 109 E-4s.

## Sumário da carreira

### Condecorações
- Cruz de Ferro (1939)
  - 2ª classe (17 de setembro de 1939)[25][Notas 3]
  - 1ª classe (10 de maio de 1940)[25]
- Cruz Germânica em Ouro (5 de junho de 1942) como Hauptmann no II./JG 26[26]
- Cruz de Cavaleiro da Cruz de Ferro (14 de setembro de 1940) como Oberleutnant e Staffelkapitän do 7./JG 26[27][Notas 4]
  - 12ª Folhas de Carvalho (7 de maio de 1941) como Oberleutnant e Staffelkapitän do 7./JG 26[28][29]
  - 19ª Espadas (15 de junho de 1942) como Hauptmann e Geschwaderkommodore da JG 51[28][30]
- Medalha de Ouro de Valor Militar (7 de maio de 1941)[10]

Em 30 de novembro de 1962, uma pensão honorária única de 1.500 marcos alemães foi paga aos parentes de Müncheberg (e parentes de Hans-Joachim Marseille) pelo Ministro da Defesa Italiano Giulio Andreotti.

### Promoções
- 1 de agosto de 1937 – Fahnenjunker-Unteroffizier[32]
- 16 de dezembro de 1937 – Fähnrich[32]
- 13 de setembro de 1938 – Oberfähnrich[32]
- 8 de novembro de 1938 – Leutnant (segundo-tenente)[32]
- 19 de julho de 1940 – Oberleutnant (primeiro-tenente)[32]
- 19 de setembro de 1941 – Hauptmann (capitão)[32]
- 30 de novembro de 1942 – Major (major)[32]